# Ceie, Mureș
Ceie este un sat în comuna Ghindari din județul Mureș, Transilvania, România.

## Imagini

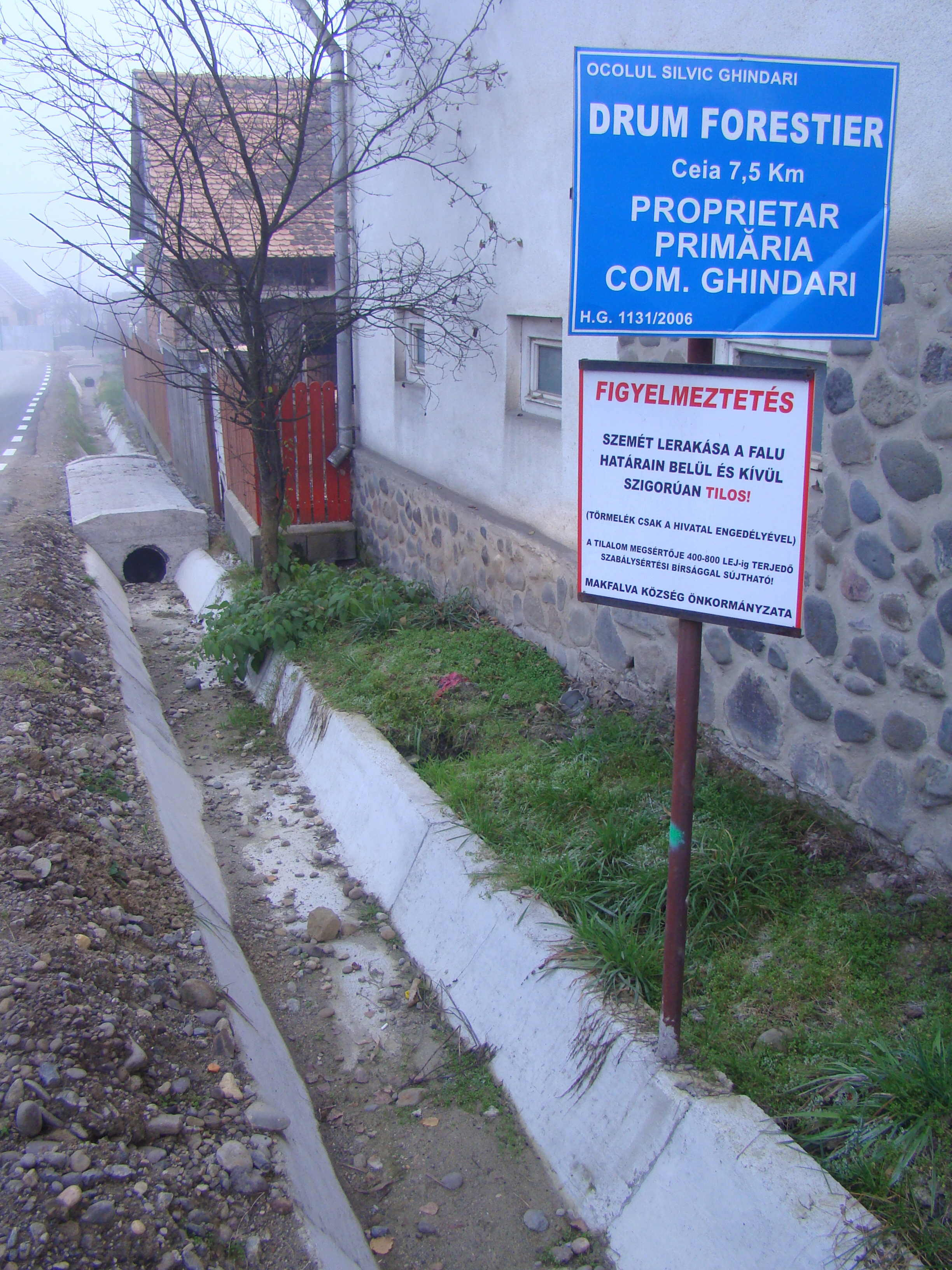
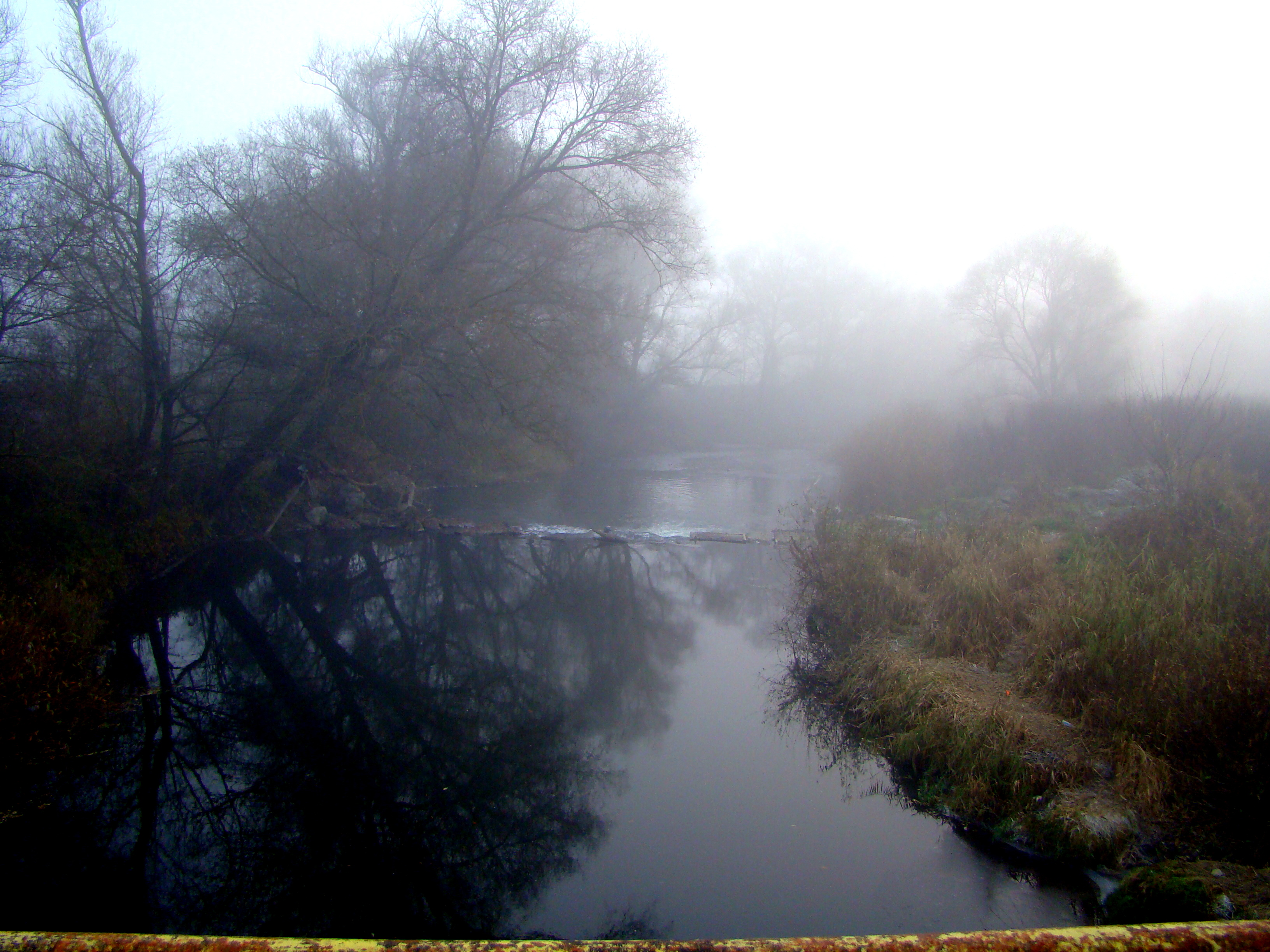
Râul Târnava Mică între Trei Sate și Ceie (ceață densă)
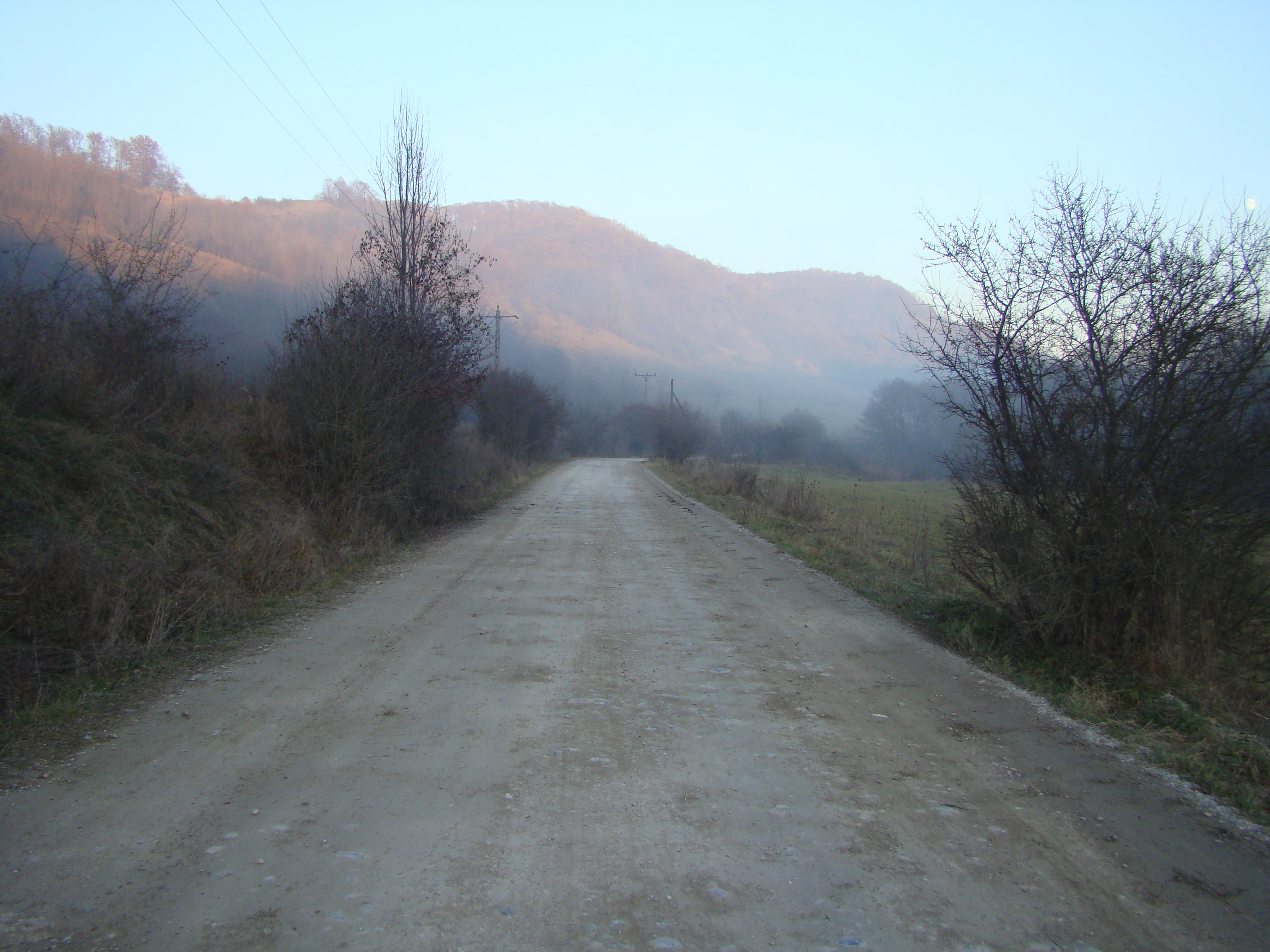
Drumul Trei Sate-Ceie
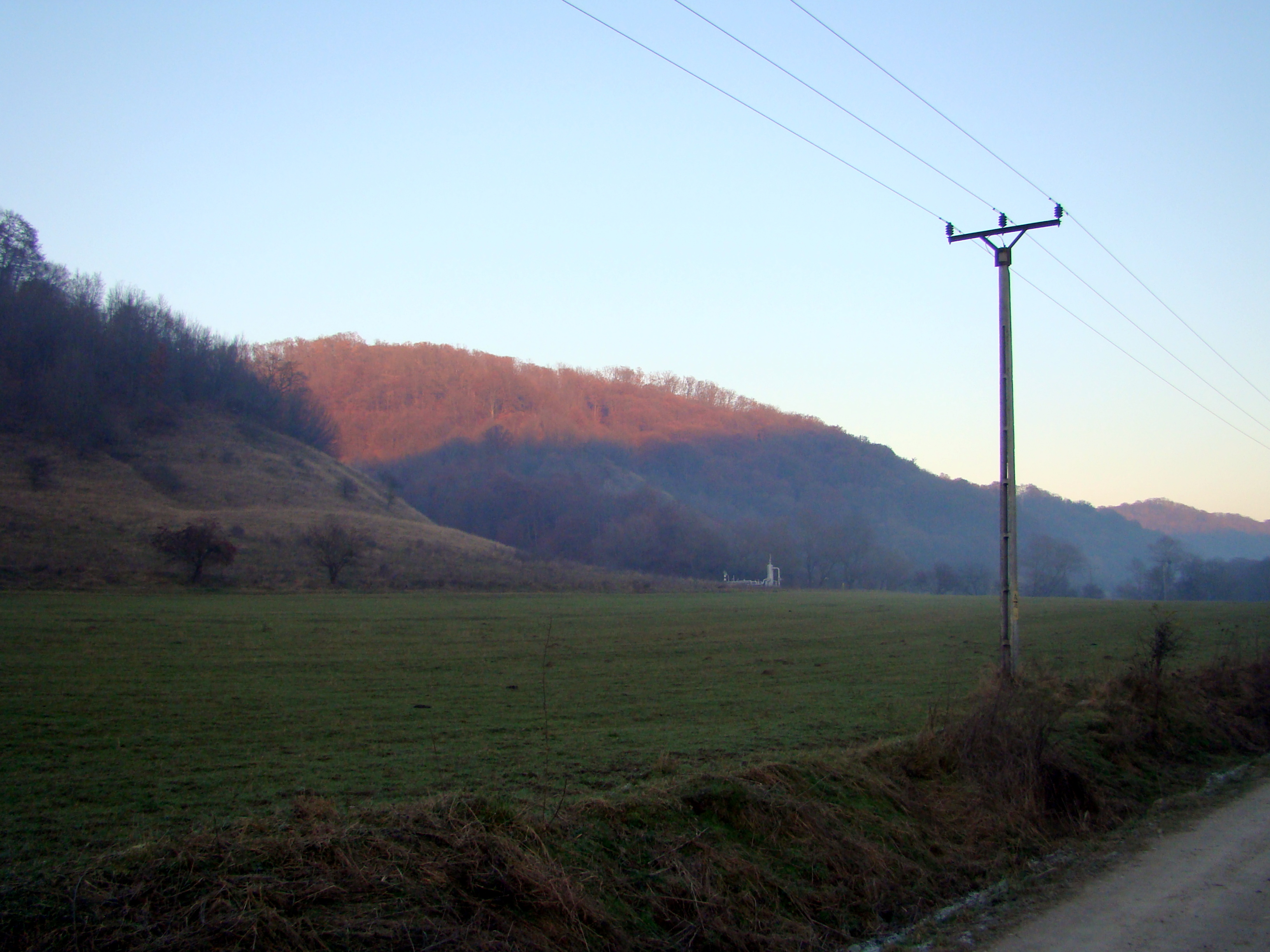
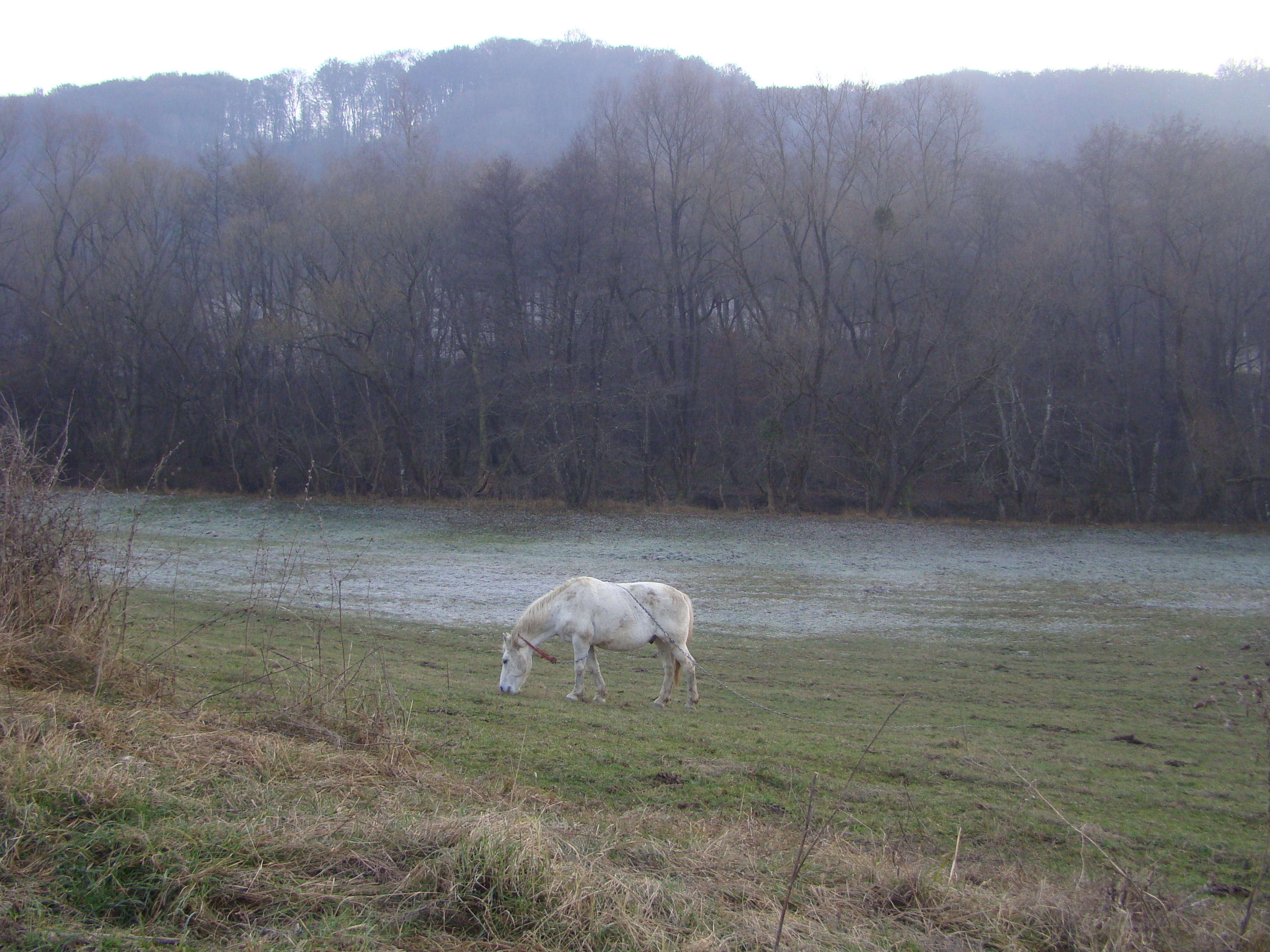
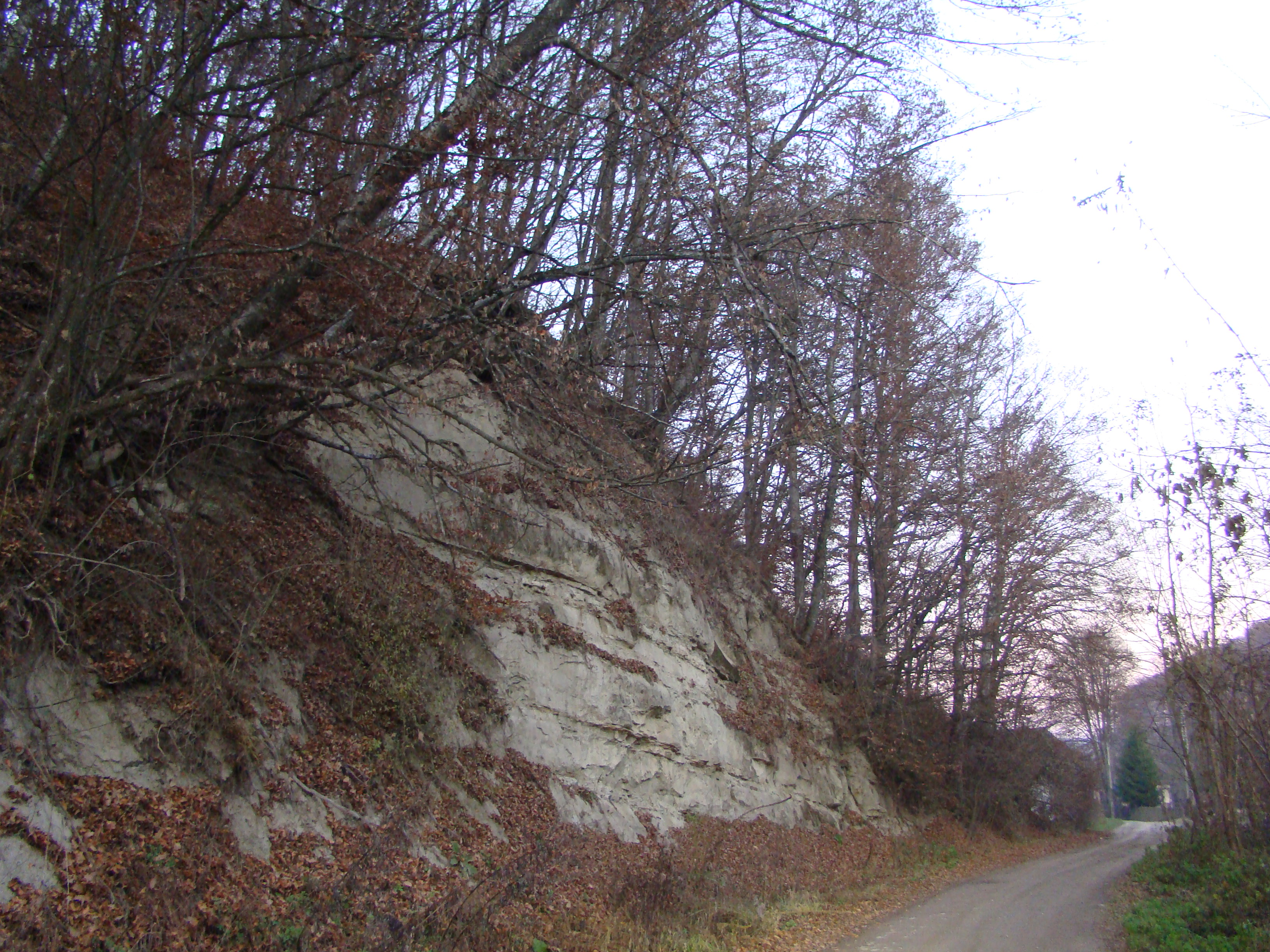
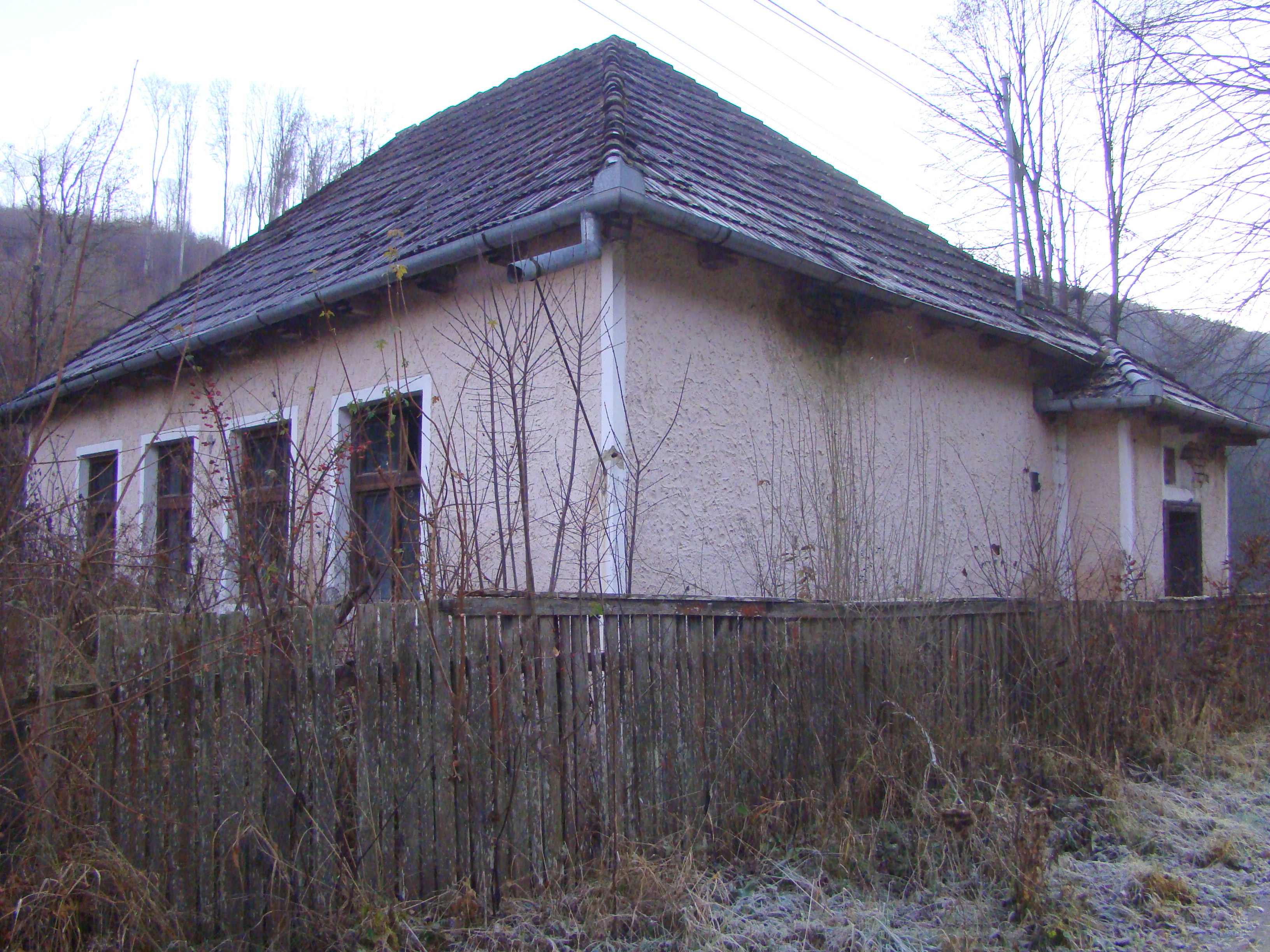
Clădirea abandonată a fostei școli
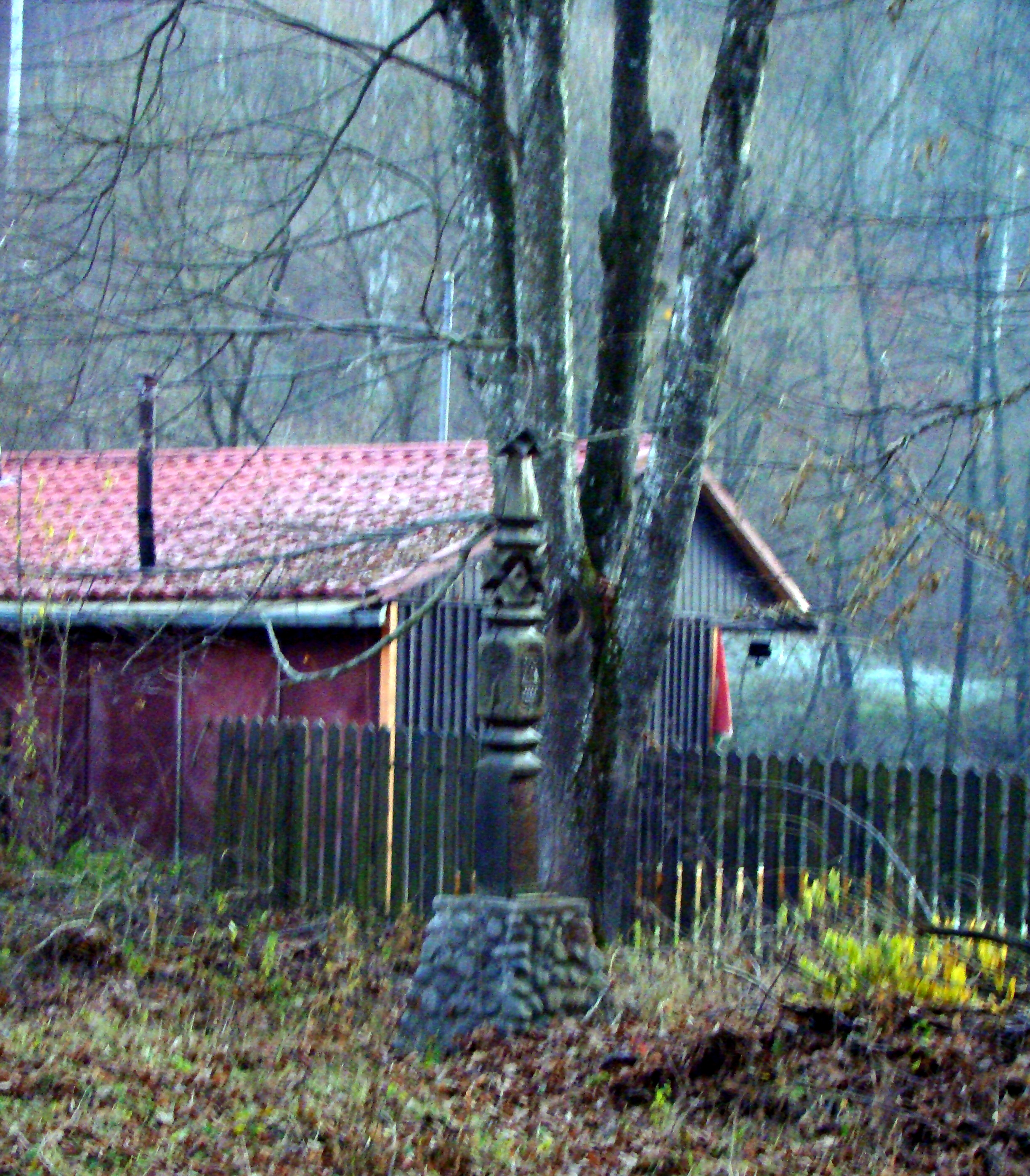
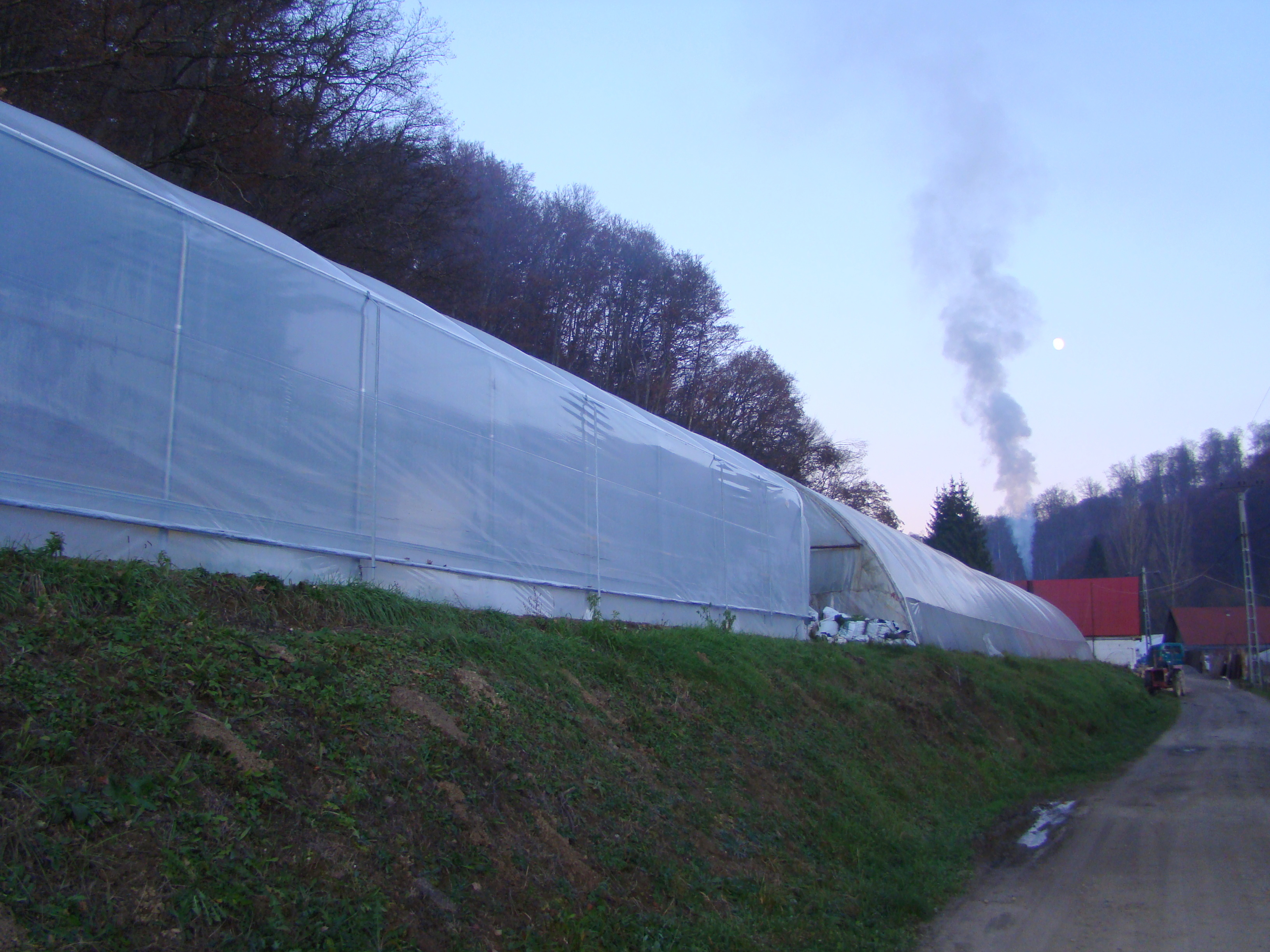
Localnicii au sere încălzite cu sobe pe lemne
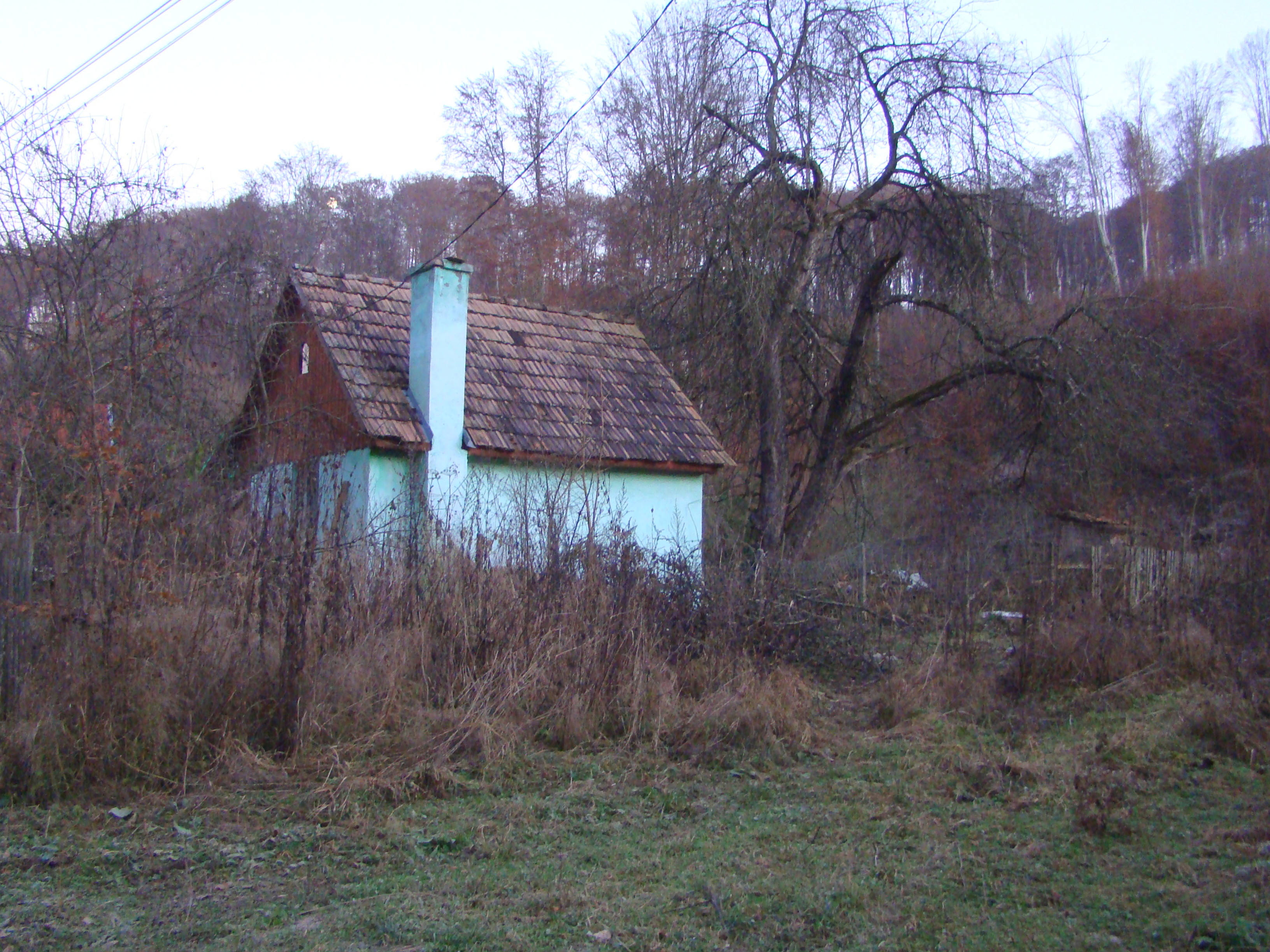
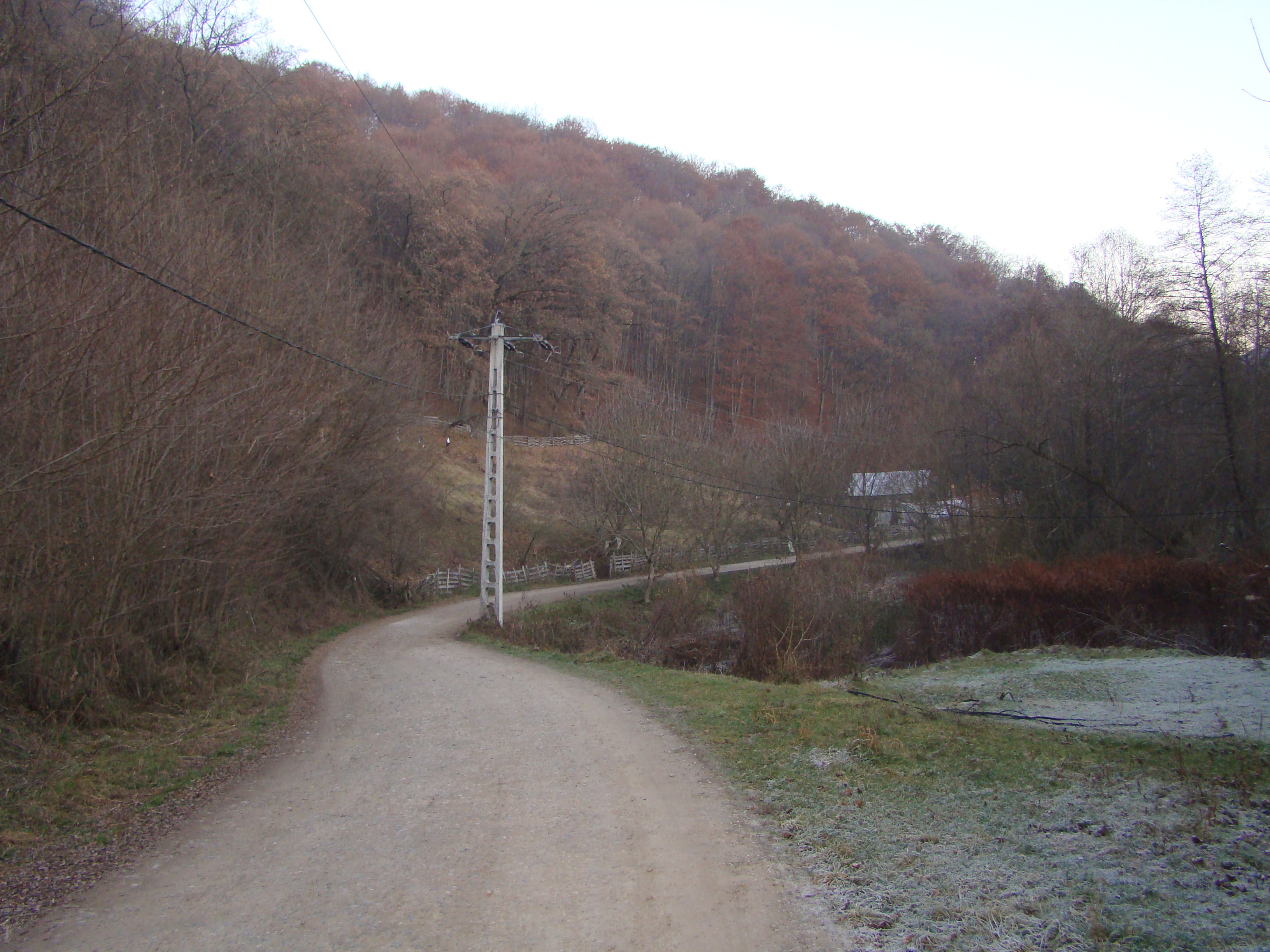
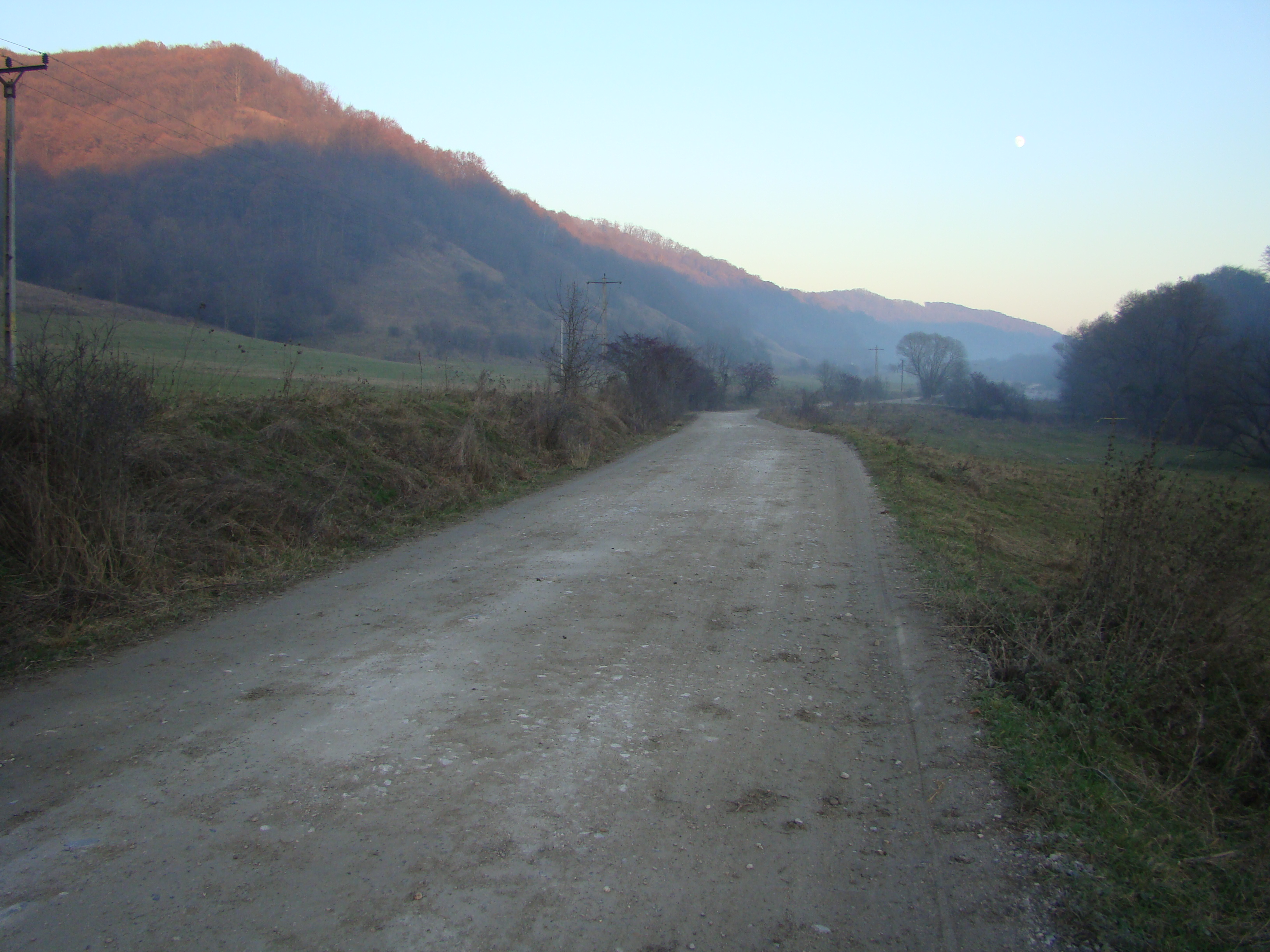